# One of the Boys (Katy Perry-album)
A One of the Boys Katy Perry amerikai énekesnő-dalszövegíró második nagylemeze új kiadójánál (Capitol Records). Kiadóján túl nevét is megváltoztatta, ilyen formában fordult a keresztény zene után a mainstream popzene felé. Az Egyesült Államokban és Kanadában 2008. június 17-én jelent meg, 2010 júniusára már több, mint 7 millió példányban kelt el. Az albumon megtalálható a Billboard Hot 100 listáján első helyet elérő "I Kissed a Girl", a top 3-as "Hot n Cold", a top 10-es "Waking Up in Vegas" valamint a top 30-as "Thinking of You". A lemez platina besorolást kapott a RIAA szerint és két Grammy jelölést hozott az énekesnőnek.

## Háttér
Az énekesnő, elmondása szerint 19 éves kora óta dolgozott az albumon. A munkálatok során Perry számos akadállyal nézett szembe, ennek eredménye két kiadói visszautasítás és két kiadatlan album. Ezalatt az idő alatt közel 65-70 dalt írt. Perry lemezén neves producerek dolgoztak, többek között Greg Wells, Lukasz Gottwald, Dave Stewart és Max Martin. Az énekesnő 3 saját szerzeménye került fel az albumra, emellett társszerzője volt az összes dalnak.
Az albumon található dalokról Perry azt nyilatkozta, hogy a "Ur So Gay" "azért lett az első kislemez, hogy bemutatkozzak és legyen háttere a dolgoknak" valamint "a lemezen lesz még hasonló stílusú dal". Elmondása szerint fontos számára a dalszöveg, "lesz sok sztori" és "van olyan dal, amitől sírni fogsz, míg a másiktól táncolsz és énekelsz".

## Dallista
|     | Cím                    | Szerző(k)                                        | Producer(ek)              | Hossz |
| --- | ---------------------- | ------------------------------------------------ | ------------------------- | ----- |
| 1.  | "One of the Boys"      | Katy Perry                                       | Butch Walker              | 4:09  |
| 2.  | "I Kissed a Girl"      | Perry, Lukasz Gottwald, Max Martin, Cathy Dennis | Dr. Luke                  | 3:01  |
| 3.  | "Waking Up in Vegas"   | Perry, Desmond Child, Andreas Carlsson           | Greg Wells, Katy Perry    | 3:24  |
| 4.  | "Thinking of You"      | Perry                                            | Butch Walker              | 4:09  |
| 5.  | "Mannequin"            | Perry                                            | Greg Wells                | 3:19  |
| 6.  | "Ur So Gay"            | Perry, Greg Wells                                | Greg Wells                | 3:39  |
| 7.  | "Hot n Cold"           | Perry, Gottwald, Martin                          | Dr. Luke                  | 3:42  |
| 8.  | "If You Can Afford Me" | Perry, Dave Katz, Sam Hollander                  | S*A*M & SLUGGO            | 3:21  |
| 9.  | "Lost"                 | Perry, Ted Bruner                                | Ted Bruner                | 4:18  |
| 10. | "Self Inflicted"       | Perry, Scott Cutler, Anne Preven                 | Scott Cutler, Anne Preven | 3:27  |
| 11. | "I'm Still Breathing"  | Perry, David A. Stewart, Matthew Thiessen        | Dave Stewart              | 3:48  |
| 12. | "Fingerprints"         | Perry, Wells                                     | Greg Wells                | 3:44  |

| 13. | "Hot n Cold" (Manhattan Clique Remix Radio Edit) |  |
| 14. | "I Kissed a Girl" (Morgan Page Remix - Main)     |  |
| 15. | "I Kissed a Girl" (videóklip)                    |  |
| 16. | "Hot n Cold" (videóklip)                         |  |
| 17. | "Thinking of You" (videóklip)                    |  |

| 13. | "I Think I'm Ready" | Katy Perry, Ted Bruner | 2:37 |

| 13. | "A Cup of Coffee" | Katy Perry, Glen Ballard, Matt Thiessen | 4:14 |

| 13. | "I Kissed a Girl" (rock mix) | Katy Perry, Lukasz Gottwald, Max Martin, Cathy Dennis | 3:01 |

| 13. | "Hot n Cold" (Manhattan Clique Remix) |  |  |
| 14. | "I Kissed a Girl" (Morgan Page Remix) |  |  |

| 1. | "Electric Feel"                                   |  | 3:30 |
| 2. | "Black And Gold"                                  |  | 3:26 |
| 3. | "I Think I'm Ready"                               |  | 4:51 |
| 4. | "Thinking of You" (akusztikus verzió)             |  | 2:37 |
| 5. | "Waking Up in Vegas" (Calvin Harris Remix Edit)   |  | 3:43 |
| 6. | "I Kissed a Girl" (Dr. Luke & Benny Blanco Remix) |  | 3:29 |
| 7. | Hot n Cold (Bimbo Jones Remix Radio Edit)         |  | 3:50 |
| 8. | "Ur So Gay" (DJ Skeet Skeet & Cory Enemy Remix)   |  | 4:00 |

## Ranglisták és elismerések
| Lista (2008/2009)                          | Helyezés |
| ------------------------------------------ | -------- |
| Ausztrál nagylemezlista                    | 11       |
| Osztrák nagylemezlista                     | 6        |
| Belga (Flanders) nagylemezlista            | 24       |
| Belga (Wallonia) nagylemezlista            | 23       |
| Kanadai nagylemezlista                     | 6        |
| Cseh nagylemezlista                        | 33       |
| Dán nagylemezlista                         | 4        |
| Holland nagylemezlista                     | 32       |
| Európai Top 100 album                      | 10       |
| Finn nagylemezlista                        | 13       |
| Francia nagylemezlista                     | 10       |
| Görög nemzeti nagylemezlista               | 2        |
| Görög nagylemezlista                       | 11       |
| Német nagylemezlista                       | 7        |
| Magyar nagylemezlista                      | 37       |
| Ír nagylemezlista                          | 10       |
| Olasz nagylemezlista                       | 23       |
| Mexikói nagylemezlista                     | 9        |
| Új-zélandi nagylemezlista                  | 17       |
| Norvég nagylemezlista                      | 7        |
| Lengyel nagylemezlista                     | 7        |
| Portugál nagylemezlista                    | 18       |
| Spanyol nagylemezlista                     | 51       |
| Svéd nagylemezlista                        | 19       |
| Svájci nagylemezlista                      | 6        |
| Brit albumlista                            | 11       |
| Billboard 200 Egyesült Államok             | 9        |
| Billboard Top Rock Albums Egyesült Államok | 3        |

| Ország             | Elismerések     |
| ------------------ | --------------- |
| Ausztrália         | platinalemez    |
| Ausztria           | platinalemez    |
| Belgium            | aranylemez      |
| Brazília           | platinalemez    |
| Dánia              | aranylemez      |
| Egyesült Államok   | platinalemez    |
| Egyesült Királyság | platinalemez    |
| Európa             | platinalemez    |
| Franciaország      | platinalemez    |
| Írország           | platinalemez    |
| Kanada             | 2× platinalemez |
| Lengyelország      | aranylemez      |
| Németország        | aranylemez      |
| Olaszország        | aranylemez      |
| Svájc              | aranylemez      |
| Svédország         | aranylemez      |
| Egyesült Királyság | platinalemez    |
| Új-Zéland          | aranylemez      |

## Fordítás
- Ez a szócikk részben vagy egészben  az   One of the Boys (Katy Perry album) című angol Wikipédia-szócikk fordításán alapul.  Az eredeti cikk szerkesztőit annak laptörténete sorolja fel. Ez a jelzés csupán a megfogalmazás eredetét és a szerzői jogokat jelzi, nem szolgál a cikkben szereplő információk forrásmegjelöléseként.